# Moisés Nery
Moisés Nery (, ) é um político brasileiro.
Foi vereador, deputado estadual; e prefeito de Camapuã (Mato Grosso do Sul) por duas vezes.